# Narthecura acutipennis
Narthecura acutipennis är en stekelart som först beskrevs av Brulle 1846.  Narthecura acutipennis ingår i släktet Narthecura och familjen brokparasitsteklar. Inga underarter finns listade i Catalogue of Life.